# Kieron Freeman
Kieron Samuel Freeman (Arnold, Inglaterra, 21 de marzo de 1992) es un futbolista galés. Juega de defensa en el Hednesford Town F. C. de la Northern Premier League.
Es internacional absoluto con la selección de Gales.

## Trayectoria
Comenzó su carrera en las inferiores del Nottingham Forest, club donde llegó al profesionalismo en 2010. Fue transferido a los rivales locales del Derby County en 2012.
Pasó a préstamo al Mansfield Town y al Notts County en su paso por los Rams.
Llegó al Sheffied United en enero de 2015, permaneciendo en el club hasta el final de la temporada 2019-20.
Inició la temporada 2020-21 sin equipo y enero firmó con el Swindon Town F. C. hasta el término de la misma, aunque menos de un mes después se marchó al Swansea City A. F. C. En julio de 2021 regresó al Portsmouth F. C., club en el que ya estuvo en la temporada 2015-16.

## Selección nacional
A pesar de que nació en Inglaterra, puede representar a Gales por descendencia por parte de sus abuelos. 
Jugó con Gales en categorías inferiores. El 12 de octubre de 2018 fue llamado por Ryan Giggs para la selección absoluta por primera vez, y debutó el 20 de noviembre de 2018 en un amistoso de visita ante Albania.

## Clubes
| Club                            | País       | Año       |
| ------------------------------- | ---------- | --------- |
| Nottingham Forest F. C.         | Inglaterra | 2010-2012 |
| Mansfield Town F. C. (cesión)   | Inglaterra | 2011-2012 |
| Notts County F. C. (cesión)     | Inglaterra | 2012      |
| Derby County F. C.              | Inglaterra | 2012-2015 |
| Notts County F. C. (cesión)     | Inglaterra | 2013      |
| Notts County F. C. (cesión)     | Inglaterra | 2014      |
| Sheffield United F. C. (cesión) | Inglaterra | 2014      |
| Mansfield Town F. C. (cesión)   | Inglaterra | 2014-2015 |
| Sheffield United F. C.          | Inglaterra | 2015-2020 |
| Portsmouth F. C. (cesión)       | Inglaterra | 2016      |
| Swindon Town F. C.              | Inglaterra | 2021      |
| Swansea City A. F. C.           | Gales      | 2021      |
| Portsmouth F. C.                | Inglaterra | 2021-2023 |
| Oldham Athletic A. F. C.        | Inglaterra | 2023-2024 |
| Hartlepool United F. C.         | Inglaterra | 2024      |
| Spalding United F. C.           | Inglaterra | 2024-2025 |
| Hednesford Town F. C.           | Inglaterra | 2025-     |

## Palmarés

### Títulos nacionales
| Título         | Club                   | País       | Año     |
| -------------- | ---------------------- | ---------- | ------- |
| EFL League One | Sheffield United F. C. | Inglaterra | 2016-17 |